# Prudencio de Sandoval
Prudencio de Sandoval (Valladolid, 1553 - Pampelune, 1620) est un historien et ecclésiastique bénédictin espagnol, évêque de Tui de 1608 à 1612, puis évêque de Pampelune jusqu'à sa mort.

## Biographie
Né à Valladolid, vers 1560, il entra dans l’ordre de St-Benoît et s’attacha particulièrement à la recherche des antiquités civiles et religieuses de l’Espagne. Ses talents lui méritèrent une riche abbaye (St-Isidore de Guenga). Sandoval visita les principales bibliothèques de l'Espagne et en tira une foule de documents historiques encore inédits. Le roi Philippe III le chargea de continuer la Cronica general, publiée par Ambrosio de Morales, et le récompensa de son zèle par l’évêché de Tuy, dans la Galice ; il fut transféré, vers 1612, sur le siège épiscopal de Pampelune et mourut le 17 mars 1621. 

## Œuvres
- Historia de la vida y hechos del emperador Carlos V (Valladolid, 1604), qui constitue une importante source sur la vie de Charles Quint ;
- Historia de los reyes de Castilla y León ou Historia de los cinco reyes (Pampelune, 1615), qui va de 1037 à 1134, et qui constitue la continuation de la chronique de Florián de Ocampo et d'Ambrosio de Morales ;
- Crónica del ínclito emperador de España don Alonso VII (1660), publiée après sa mort.